# Мртва тишина
Мртва тишина (енгл. Dead Silence) амерички је хорор филм из 2007. године, у режији Џејмса Вана, по сценарију Лија Ванела. Рајан Квантен глуми Џејмија Ешена, младог удовца који се враћа у свој родни град како би пронашао одговоре за смрт своје супруге. Споредне улоге глуме: Амбер Валета, Дони Волберг и Боб Гантон.
Приказан је 16. марта 2007. године у САД. Посвећен је Грегу Хофману. Упркос првобитним негативним критикама, временом је стекао статус култног филма.

## Радња
Радња филма смештена је у Рејвенс Фер, градић који прогоне касноноћно шапутање и приче о духовима из прошлих времена. Али када се ожалошћени удовац врати у родно место на сахрану своје супруге, он почиње откривати истину која лежи иза њене тајновите смрти и њене повезаности с прошлошћу самог градића Рејвенс Фер — прошлошћу која укључује духа трбухозборца и њој врло сличну лутку.

## Улоге
| Глумац            | Улога        |
| ----------------- | ------------ |
| Рајан Квантен     | Џејми Ешен   |
| Амбер Валета      | Ела Ешен     |
| Дони Волберг      | Џим Липтон   |
| Боб Гантон        | Едвард Ешен  |
| Мајкл Ферман      | Хенри Вокер  |
| Џоун Хенеј        | Марион Вокер |
| Лора Риган        | Лиса Ешен    |
| Џудит Робертс     | Мери Шо      |
| Стивен Тејлор     | Мајкл Ешен   |
| Дмитриј Чеповецки | Ричард Вокер |
| Шели Питерсон     | Лисина мајка |
| Ен Рајтел         | Били         |
| Фред Татаскиор    | лутка кловна |
| Џулијан Ричингс   | Боз          |